# Cztery pióra
Cztery pióra (ang. The Four Feathers) – brytyjski film fabularny z 1939 roku w reżyserii Zoltana Kordy.
Obraz powstał na podstawie powieści angielskiego pisarza A.E.W. Masona z 1902 pod tym samym tytułem. Opowiada o losach żołnierza oskarżonego o tchórzostwo w czasach trwającej u schyłku XIX wieku angielskiej wojny z mahdystami. Jest to czwarta adaptacja owej powieści, pierwsza w pełni dźwiękowa (wersja z 1929 posiadała tylko zsynchronizowaną muzykę i dźwiękowe efekty, lecz wciąż bez dialogów). Jest to także pierwsza wersja kolorowa; nakręcona w popularnym w latach 30. i 40. trzy-taśmowym Technicolorze.  